# Odinisme

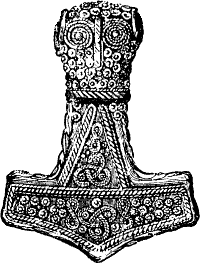
Mjolnir, el martell de Thor.

L'odinisme o Ásatrú és una religió dins el corrent del neopaganisme que pretén reviure la religió nòrdica. L'Asatrú està reconegut oficialment com a religió a Islàndia, Noruega i Dinamarca i el culte és present a altres països europeus i a l'Amèrica del Nord.
El 1930 l'australià A. Rud Mills va fundar la primera església anglicana d'Odin. Es tracta d'una religió politeista que recupera el culte de les divinitats germàniques subdividides en dos grups: els Æsir i els Vanir. El déu principal és Odin seguit de Thor i els altres déus.
El Ragnarök és el moment final en la cosmologia nòrdicogermànica, on les divinitats positives encapçalades per Wotan s'enfrontaran a les negatives encapçalades per Loki. Segons l'odinisme després del Ragnarök, l'univers serà destruït i apareixerà un nou cosmos segons una concepció cíclica de l'existència. La paraula Ásatrú en islandès significa fidelitat a Déu (els Æsir). L'odinisme es basa en la tradició mítica i religiosa dels pobles germànics.

## Conceptes bàsics de l'odinisme
L'odinisme es considera com una religió no dogmàtica, les pràctiques personals dels creients varien substancialment entre individus i comunitats, però hi ha certs trets característics comuns:
- La creença que la vida és bona i ha de viure's amb alegria i coratge.
- Es pot comunicar directament amb els Æsir i els Vanir. La relació entre els déus i els homes és de germandat i harmonia, i no de sotmetiment i esclavatge. Els déus i deesses són ambivalents, però estan units contra les forces destructives.
- Cadascú és responsable dels seus actes.
- La importància del culte i simpatia envers la natura.
- A l'home no li cal salvació, sinó llibertat per enfrontar el seu destí amb coratge i honor.
- Els homes estan connectats amb els seus avantpassats, i alhora són part dels seus descendents.

## Déus i blóts
Aquesta religió reconeix molts déus i deesses dividits en dues categories; els Æsir i els Vanir. Thor, el déu del tro, és el posseïdor del martell Mjolnir, forjat pels nans Sindri i Brokk. Odin, que és el pare de tots els déus Æsir, és el déu que atorguà a l'home la seva natura divina. És el déu mig cec, que donà el seu ull al gegant Mimir a canvi de saviesa i aprengué els misteris de la màgia i les runes després de romandre en la forca durant nou dies. Njörðr és el pare dels Vanir i déu del mar. Freyr és el déu de la fertilitat, per això se'l sol representar amb una erecció. Freia és la deessa de l'amor i la bellesa, la guerra i la fertilitat, com el seu germà Freyr. Frigg és la deessa dona d'Odin i comparteix el lideratge. D'altres déus i deesses adorats en l'odinisme són Týr, Bàlder, Heimdall, Ægir, Forseti, Eir, Iðunn, Nanna, Sunna, Hela, Sif, Bragi, Vali, Skaði i Fenrir.
La cerimònia més emblemàtica d'aquesta religió és el blót. Històricament el blót era una festa comunal celebrada en honor dels déus i elfs, en què en l'antiguitat es practicaven sacrificis i libacions. Actualment només s'ha conservat la pràctica de la libació i les ofrenes.
Els blóts moderns se celebren en diferents oportunitats durant l'any. Depèn de cada individu o comunitat, la quantitat de blóts a l'any varia força. Usualment es realitzen amb els cicles de les estacions, quatre vegades a l'any, essent les ocasions més importants els solsticis d'hivern i d'estiu. Els blóts moderns usualment inclouen banquets i l'acte de compartir ritualment una beguda. Els participants del ritual tenen l'oportunitat d'honrar els déus i deesses, avantpassats i els companys de cerimònia.

### Cerimònies i oracions
Tots els tipus de cerimònies en l'odinisme són hátið. Les cerimònies consisteixen bàsicament en aquestes tres:
- Celebració de blót o cerimònia religiosa
- Celebració de festivitat, generalment un sopar
- Representació de tradicions i folklore

La pràctica dels blóts moderna consisteix en la consagració del lloc on s'oficiarà la cerimònia, després es realitzen tres libacions tradicionals i ofrenes. Els assistents es col·loquen en posició circular, per on es fa passar un gerro amb la libació. El primer brindis es dedica als déus, el segon als elfs i a Díssar, i el tercer als avantpassats familiars. El gerro més comú en aquesta cerimònia és un corn de beguda o algun tipus de calze. Segons la pràctica d'aquesta cerimònia només aquell que tingui el gerro pot dirigir-se i parlar als déus, i els altres han d'esperar llur torn.
Tot i que no hi ha oracions comunes i estan subjectes a lliure interpretació i albitri, a finals del segle xx començà a estendre's entre un bon nombre de seguidors neopagans la ja coneguda com a pregària del pagà, d'alguna forma popularitzada en la pel·lícula The 13th Warrior:
| « | Heus aquí que veig mon pare, heus aquí que veig ma mare, mes germanes i mos germans. Heus aquí que veig el llinatge del meu poble fins llurs principis. I heus aquí que em criden, em demanen que ocupi el meu lloc entre ells, als atris de Valhalla, allà on viuen els valents, per sempre | » |

### Llocs de cerimònies, santuaris i temples
En l'odinisme els llocs sagrats són generalment llocs naturals. L'espiritualitat odinista troba aquests llocs com els més adequats per trobar una comunió entre els déus i els éssers humans.
Tots els indrets han de consagrar-se abans de celebrar-hi qualsevulla cerimònia. Si ja és un lloc sagrat s'ha d'orar als Lanvættir o divinitats tutelars del lloc. Els indrets apropiats per celebrar qualsevulla cerimònia són els següents:
- Hörg: és una pila de pedres o llocs megalítics.
- Stafgardr: significa recinte. Es considera Stafgardr aquells espais tancats per bastons de fusta d'avellaner.
- Hof: és un edifici, cambra o qualsevol espai construït. En l'antiguitat es referia a una granja comunitària.
- Vé: boscs sagrats, rius, llacs i santuaris naturals.

## Natura i espiritualitat
L'odinisme és una religió la cosmovisió de la qual s'estructura de forma holística i la seva font d'espiritualitat es troba en la natura. Molts dels noms dels déus tenen origen dels fenòmens naturals. Totes les històries dels déus estan relacionades al moviment, evolució i harmonia natural. Per això el lloc espiritual més comú entre els odinistes es troba en boscs, santuaris, rius, llacs i paratges naturals. La natura és el temple ideal en l'odinisme.
Les festivitats representen els canvis estacionals i en conseqüència l'evolució de la natura. Tots els seus símbols i cerimònies tenen una representació natural. En un blót hi ha una libació i una consagració. La consagració es fa amb un martell, símbol que representa el tro. El corn o el calze representen les entranyes, el pou d'Urd, i les entranyes de la Mare Terra (primera dona de Thor). Ambdós representen la concepció de la vida, l'acte de creació més sagrat. L'hidromel representa el flux de la Mare Terra, les aigües sagrades del pou d'Urd. També està associat a la ang de Kvasir (un déu Vanir, ço és, de la natura). El blót és un acte de comunió en què es beu la sang de Kvasir o les aigües sagrades de la Mare Terra. En molts blóts es practica un fórn en què es menja un exvot com podria ser una poma o pa que representen els dons de la Mare Terra. En aquests blóts es reafirma l'aliança entre els déus i els mortals; també represneta la mateixa creació del món per Odin, qui sacrificà el Jætter Ymir, i del seu cos en creà l'existència.

### Concepció de l'ànima, la vida i la mort
La concepció de l'ànima s'estreu dels texts d'Edda. Els odinistes entenen que els éssers humans foren creats per Odin, Lodhur i Hoenir. Ells trobaren dos troncs d'arbre anomenats Askr (roure) i Embla (om) sense lá (aparença), sense ódhr (inspiració), sense læti (moviment), sense litr (salut), sense önd (ànima). Els tres déus els donaren aquests dons, i l'home nasqué d'Askr i la primera dona d'Embla. Aquests són els principis bàsics de la vida que els déus donaren perquè els homes poguessin existir com a éssers.
També hi ha la creença que els déus donaren un destí (fylgja) i sort (hamingja). Fylgja o Kynfylgja significa acompanyant. És un esperit familiar que protegeix la família dels mals. L'esperit, segons la tradició popular, adopta la forma generalment d'un animal o d'una dona. És també qui dona destí a cada persona. Hamingja és la força espiritual interior que ajuda a protegir del mal.
Segons les tradicions nòrdiques només es considera amb vida aquell que ja té nom. Les comunitats odinistes practiquen un tipus de cerimònia per als nadons en què se'ls dona un nom i se'ls reconeix com a membres de la família.

### Les nou nobles virtuts
L'odinisme ensenya que l'objectiu de viure és tenir una vida útil i valuosa. Els odinistes valoren la llibertat individual, limitada responsablement.
Segons algunes comunitats odinistes es regeixen per les nou virtuts, mentre altres comunitats expressen que en són més. Estipulen els seus valors en aquestes nou nobles virtuts:
- Coratge
- Veritat
- Honor
- Fidelitat
- Disciplina
- Hospitalitat
- Productivitat
- Autocontrol
- Perseverança